# Cellia Costea
Cellia Costea (născută în Piatra Neamț, România) este o soprană română, solistă a Wiener Staatsoper, Opera de stat din Viena. 
Debutul său artistic pe scena vieneză s-a produs la 23 ianuarie 2006 în opera Le Nozze di Figaro, Nunta lui Figaro de Wolfgang Amadeus Mozart, în rolul contesei d'Almaviva.

## Biografie muzicală